# 1161 км
1161 км — населённый пункт (тип: железнодорожная платформа) в Кинельском районе Самарской области в составе сельского поселения Георгиевка.

## География
Находится у железнодорожной линии Самара — Уфа на расстоянии примерно 27 километров по прямой на восток от районного центра города Кинель.

## История
Населённый пункт появился при строительстве железной дороги. В селении жили семьи тех, кто обслуживал железнодорожную инфраструктуру.

## Население
| 2010 |
| ---- |
| 25   |

Национальный состав
Согласно результатам переписи 2002 года, в национальной структуре населения
русские составляли 94 % из 16 чел.

## Инфраструктура
Путевое хозяйство Куйбышевской железной дороги. Действует остановочный пункт 1161 км.

## Транспорт
Автомобильный (в пешей доступности автодорога 36К-851) и железнодорожный транспорт.